# Вілар-де-Канес
Вілар-де-Канес, Вільяр-де-Канес (валенс. Vilar de Canes (офіційна назва), ісп. Villar de Canes) — муніципалітет в Іспанії, у складі автономної спільноти Валенсія, у провінції Кастельйон. Населення — 181 особа (2010).

## Географія
Муніципалітет розташований на відстані близько 300 км на схід від Мадрида, 40 км на північ від міста Кастельйон-де-ла-Плана.

## Демографія
Динаміка населення (INE ):

## Галерея зображень

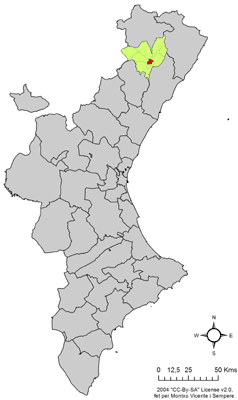
Розташування муніципалітету Вілар-де-Канес у автономній спільноті Валенсія
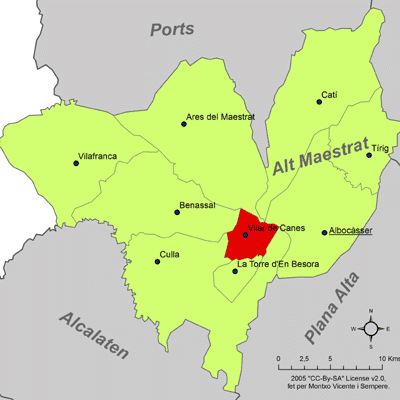
Розташування муніципалітету Вілар-де-Канес у комарці Альто-Маестрасго